# Commandos anti-IVG en France
Le terme de « commandos anti-IVG en France » désigne une série d'actions généralement sans violence physique qui visaient à entraver le fonctionnement d'établissements médicaux pratiquant l'avortement, en France, entre 1987 et 1995. 
Ces « commandos » menèrent majoritairement des occupations, parfois avec blocage, de locaux, et furent créés par des militants anti-avortement. Le terme de « commando » est récusé par ces militants qui affirment que leurs méthodes étaient non-violentes et les appellent d'ailleurs « opérations sauvetage ». Pour l'historien Yves Chiron, en effet, « l'expression « commando » ne correspond pas aux actions [qui sont] menées », étant donné « leur caractère pacifique »
Ce terme recouvre communément les campagnes, de type différent, menées à l’initiative de deux associations distinctes : SOS Tout-Petits et la Trêve de Dieu.

## «Opérations de sauvetage»

### Type d'actions
Ces actions, généralement attribuées à l'association anti-avortement Trêve de Dieu, consistaient pour les membres des « commandos » à s’enchaîner, à l’aide de menottes ou d’antivols de moto, à l’intérieur même du bloc opératoire d’un établissement pratiquant des avortements dans le but d’en bloquer le fonctionnement. Ces actions ont été appelées par leurs auteurs « sauvetages ».

### Inspiration
Le mode d’action retenu, le blocage d'établissements pratiquant l’avortement, s’inspirait de la campagne menée aux États-Unis par Operation Rescue. Cette dernière était toutefois menée à une tout autre échelle, puisqu'à son point culminant à l’été 1991 plusieurs milliers de militants anti-avortement bloquant des cliniques dans le Kansas ont été arrêtés. L’inspiratrice du mouvement français, Claire Fontana, raconte avoir participé à son premier « sauvetage », mené par un groupe d'Américains, en septembre 1989 à Rome.

### Chronologie

#### 1990
- 16 septembre 1990 : occupation des locaux du centre d'orthogénie de l'hôpital Saint-Louis à Paris par 25 militants, qui se sont enfermées dans le centre, l'empêchant de fonctionner jusqu'à ce qu'ils soient évacués par la police[7].
- Début décembre 1990 : occupation à l'hôpital de la Croix-Rousse à Lyon[8].

#### 1992
- 16 mai 1992 : Xavier Dor occupe la maternité des Lilas ce qui lui vaudra d’être condamné le 30 mai 1994 (1 mois de prison avec sursis et 5000 F d'amende) pour entrave à l'interruption volontaire de grossesse[9],[10].
- 29 mai 1992 : « sauvetage » à l’hôpital Saint-André de Bordeaux par 18 militants, dont Claire Fontana. Les participants ont été condamnés à 3 à 6 mois de prison avec sursis et des amendes[11].

#### 1993
- 18 novembre 1993 : 9 militants occupent le service d'orthogénie de l'hôpital Bretonneau du CHU de Tours. Parmi eux se trouvait Claire Fontana, enceinte de 8 mois, qui était convoquée le même jour au tribunal de Bordeaux pour répondre de l'action du 29 mai 1992[12].

#### 1994
- 24 octobre 1994 : occupation pendant 7 heures du bloc réservé aux IVG à l’hôpital Michallon de Grenoble. Parmi les membres du « commando » se trouvait un moine catholique, Dom Gérard Calvet. Le procès pour entrave à IVG, en novembre 1994, a donné lieu à des manifestations des opposants à l’avortement et des partisans de l’avortement légal devant le palais de Justice de Grenoble[13],[14]. Les participants ont été condamnés à 3 mois de prison avec sursis et 5000F d’amende[15].
- 26 octobre 1994 : occupation l'hôpital de Roanne. Quatre des six participants sont condamnés en juin 1995 à Lyon à 18 mois de prison, dont quinze avec sursis - la première condamnation de « commandos » à de la prison ferme. Les deux autres, une étudiante en médecine et un malade du sida, sont condamnés avec sursis[16].
- 7 décembre 1994 : occupation à l’hôpital Saint-Jacques de Nantes. Parmi les 21 participants figurait Mgr André Loucheur, évêque émérite de Bafia au Cameroun[17].

#### 1995
- 25 janvier 1995 : occupations simultanées dans deux hôpitaux de Lyon, la Croix-Rousse et l'Hôtel-Dieu. Trois prêtres du diocèse de Lyon figuraient parmi les « sauveteurs ».
- 10 avril 1995 : blocage du centre d'orthogénie de la maternité de Chalon-sur-Saône[18].
- 12 juin 1995 : blocage du sas d'accès au centre d'orthogénie de l'hôpital de la Croix-Rousse à Lyon par neuf militants, cinq femmes âgées de 19 à 72 ans et quatre hommes de 29 à 70 ans[18].
- 27 juin 1995 : occupation par huit militants, cinq femmes et trois hommes d'une vingtaine d'années, du service de l'hôpital d'Annecy pratiquant les IVG[19].
- 5 juillet 1995 : condamnation pour des actions menées dans deux hôpitaux lyonnais de 33 membres de « commandos » anti-IVG par le tribunal correctionnel de Lyon. 28 militants non-récidivistes ont été condamnés à 10 mois de prison avec sursis et 8000 francs d'amende; 5 autres, impliqués dans deux ou trois opérations, se sont vu infliger entre 15 et 18 mois avec sursis[20].
- 16 octobre 1995 : 10 personnes, dont le directeur adjoint de l'établissement, s'enchaînent dans la salle d'intervention de l'hôpital de Valenciennes[21]. Le fonctionnaire est condamné en première instance à 18 mois de prison ferme[22], la plus importante prononcée pour entrave à avortement, avant de voir sa peine allégée en appel. Sa nomination comme directeur de l'Établissement public de santé mentale de la Marne en décembre 2009 sera contestée par des syndicats et élus de gauche[23].

## Actions de SOS tout-petits

### Type d'actions
SOS tout-petits, créé en 1986 par le Dr Xavier Dor, a essentiellement pratiqué l’investissement par surprise des halls d’entrée d’établissements médicaux pratiquant l’avortement, sans en bloquer l’accès, suivi, après plusieurs heures de prières, d’un départ volontaire des lieux.
Xavier Dor a été accusé par le quotidien L'Humanité d'avoir fait preuve de violence, en mars 1995, en faisant irruption en hurlant dans une salle d’opération de l’hôpital de Clamart pendant une intervention et saccagé le matériel.

### Inspiration
À l’inverse des actions de « sauvetage », qui revendiquent une origine américaine, Xavier Dor s’est dit inspiré par les actions d’occupation des centres IVG de l’Hôtel-Dieu de Paris et du centre hospitalier de Lille par des membres du Mouvement de la jeunesse catholique de France en 1978. 

### Chronologie
- 8 décembre 1990 : face-à-face entre 80 opposants à l’avortement et 50 partisans de l’avortement légal devant la clinique Labrouste à Paris. SOS Tout-Petits revendique à cette date déjà 45 actions depuis sa création[27].
- 11 décembre 1993 : 7 militants ont pénétré dans un sas menant à un bloc opératoire dans la clinique Ambroise Paré de Bourg-la-Reine, où ils ont prié et chanté des cantiques pendant un quart d'heure avant d'être interpellés. Le 14 septembre 1994, 6 d'entre eux ont été condamnés à des peines de 1 à 3 mois de prison avec sursis par le tribunal correctionnel de Nanterre[28].
- 14 novembre 1994 : manifestation de 9 personnes, pour la plupart âgés de plus de 60 ans, à la Pitié-Salpêtrière, à Paris. Parmi les manifestants se trouvait la résistante Rolande Birgy[29]. Les participants ont été relaxés par la 16e chambre correctionnelle de Paris le 4 juillet 1995[20].
- 18 janvier 1995 : 10 militants, donc le docteur Xavier Dor, ont investi un couloir de l'hôpital Louis-Mourier (Colombes) et récité des prières avant d'être conduits au commissariat de Colombes[30].

## Réaction de l’Église catholique
L'attitude vis-à-vis des « sauvetages » a donné lieu à un débat parmi les prélats catholiques.
- En avril 1993, le cardinal Albert Decourtray, archevêque de Lyon, a apporté son soutien à Claire Fontana alors en procès à Lyon. Insistant sur la « non-violence » de son action, le prélat a écrit dans une lettre de soutien que cette dernière avait montré par son action « une conscience éclairée de la dignité éminente de la personne humaine » et qu'« il était légitime de tenter d'empêcher l'acte de mort »[31],[32]. Claire Fontana a également reçu le soutien de Mgr Jean Honoré, archevêque de Tours, lors d'un autre procès[33].
- À l'occasion de son procès en janvier 1995, le moine bénédictin Dom Gérard Calvet a reçu plusieurs témoignages de soutien d'évêques français et de prélats étrangers[34]. Le cardinal-archevêque de Paris Jean-Marie Lustiger a décrit l'action du moine comme « une protestation moralement fondée de la conscience droite »[35]. Mère Teresa apporta également son soutien aux « sauveteurs », qu'elle a décrit comme « en train de combattre l'avortement par la puissance de l'amour »[34].
- En décembre 1994, le président de la conférence des évêques de France Mgr Joseph Duval a toutefois désapprouvé ces actions, disant craindre qu'elles nourrissent « le thème de l'intolérance de l’Église »[35].

## La loi Neiertz de 1993
Devant la difficulté de qualifier pénalement ces actions, la ministre socialiste Véronique Neiertz a fait voter en décembre 1992 une loi, datée du 27 janvier 1993, créant un délit spécifique d'entrave à avortement volontaire. La loi prévoit des peines d'emprisonnement de deux mois à deux ans, et des amendes de 2 000 à 30 000 francs.

## L’amnistie de 1995
L’amnistie traditionnelle consécutive à l’élection à la présidence de la République de Jacques Chirac en 1995 a donné lieu à des débats quant à l’inclusion des membres des « commandos » condamnés entre 1993 à 1995.
La député PS Véronique Neiertz, qui siégeait à la commission des lois de l’Assemblée nationale, a proposé un amendement excluant du champ de l'amnistie les personnes condamnées pour avoir pris part à ces actions. Elle a été suivie par Pierre Mazeaud, le président RPR de la commission.
L’amendement Neiertz a été voté à la quasi-unanimité d’une trentaine de députés présents en séance, à l’exception du député divers-droite Pierre Bernard. Absent de la séance, le député de Vendée Philippe de Villiers avait qualifié le soutien du gouvernement à l'amendement de « scandale moral ».

## Dans la culture populaire
Les « commandos anti-IVG » ont fait l’objet de plusieurs références dans des œuvres de fiction télévisuelle.
- En 1996, l'épisode Le choix d'une vie de la série télévisée Docteur Sylvestre oppose le héros éponyme à une ligue anti-IVG[39].
- En 1997, dans un épisode de la neuvième saison de Navarro, Une femme à l'index, un membre d'un « commando anti-IVG » est suspecté dans la mort d'un médecin pratiquant des avortements[40].
- En 1999, dans Une histoire de cassette, le sixième épisode de la deuxième saison de la série humoristique H, Aymé apporte son soutien aux manifestants pro-vie enchaînés dans l'hôpital où il travaille, avant d'apprendre que sa propre petite amie est enceinte[41].